# Picot galtadaurat
El picot galtadaurat (Melanerpes chrysogenys) és una espècie d'ocell de la família dels pícids (Picidae) que habita els boscos del vessant occidental de Mèxic des de Sinaloa cap al sud fins al centre d'Oaxaca i fins a l'extrem sud-oest de Puebla.